# 제프리 믹

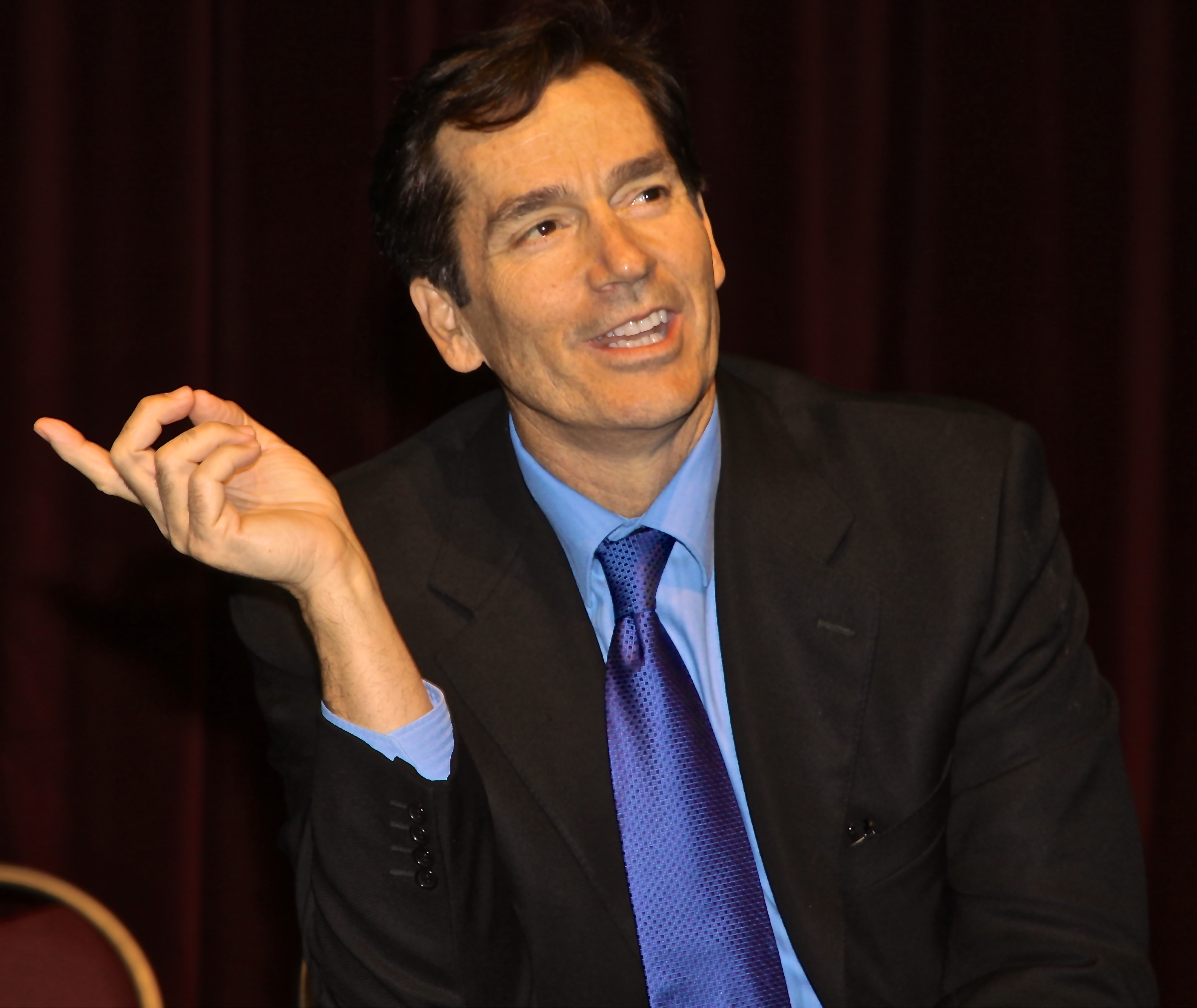

제프리 믹(Jeffrey Meek, 1959년 2월 11일 ~ )은 미국의 영화배우, 연극 배우, 텔레비전 배우, 배우, 각본가, 영화 프로듀서이다.
페어필드에서 태어났다.

## 방송
- 모탈 컴뱃

## 영화
- 코드 네임 피닉스 (1999년)
- 모탈 컴뱃 - 시리즈 (1998년)
- 타임록 (1996년)
- 레이븐 (1992년)
- 싸이클론의 열풍 (1991년)
- 하트 컨디션 (1990년)
- 겨울 사람들 (1989년)